# Quatermass (1979)
Quatermass ist eine vierteilige dystopische britische Science-Fiction-Fernsehserie von Nigel Kneale aus dem Jahre 1979. Sie ist die vierte Fernsehserie mit dem Charakter des fiktiven Professors Bernard Quatermass und wird daher informell auch als Quatermass IV bezeichnet. Ein rund hundertminütiger Zusammenschnitt wurde unter dem Titel The Quatermass Conclusion ausgestrahlt. Die Regie führte Piers Haggard.

## Handlung
Der Physiker Professor Quatermass lebt in Schottland im Ruhestand. Als seine Enkelin Hettie Carlson vermisst wird, reist er nach London, um per Fernsehausstrahlung eine landesweite Suche zu initiieren. In der Stadt stellt er entsetzt fest, dass hier Chaos und Anarchie herrschen. Als er von Räubern überfallen wird, kommt ihm der jüdische Astronom Joe Kapp zu Hilfe, der ebenfalls auf dem Weg zum Fernsehsender ist.
Im Sender werden beide zufällig Zeuge einer Fernsehübertragung vom Rendezvous eines US-amerikanischen und eines sowjetischen Raumschiffs im erdnahen Raum. Plötzlich werden beide Schiffe durch eine unbekannte und unsichtbare Macht vernichtet. Kapp nimmt Quatermass zu sich mit aufs Land, wo er mit seiner Frau Clare und zwei Kindern lebt. An ihrem Wohnhaus zieht eine „Karawane“ der so genannten „Planet People“ vorbei; jugendliche Hippies, die auf die Rettung der Erde und der Menschheit aus dem Weltraum glauben und hoffen, von Außerirdischen abgeholt und gerettet zu werden. Sie sind auf dem Weg zu einem Menhirkreis namens „Ringstone Round“, der von einer Art Polizei bewacht wird.  Unter Führung von Kickalong stürmen die „Planet People“ den Kreis. Sie werden von einem Lichtstrahl aus dem Himmel erfasst und zu Staub. Allerdings überleben Kickalong und ein paar seiner Anhänger, die hartnäckig leugnen, dass die anderen „Planet People“ im Menhirkreis gestorben sind, sondern sich jetzt in einer besseren Welt befinden.
Der Fall wird von der Polizeibeamtin Annie Morgan untersucht. Quatermass bietet ihr seine Hilfe an. In London erfahren sie, dass sich ähnliche Vorfälle überall auf der Erde zugetragen haben, so auch in Brasilien. Begleitet werden beide  von Isabel, einem jungen Mädchen der „Planet People“, die den Angriff des Lichtstrahls überlebt hat und ihnen nun helfen will. Während sie in der Stadt in die Kämpfe rivalisierender Gangsterbanden geraten, nähert sich ein Lichtstrahl dem Haus der Kapps.
Als Joe Kapp nachhause zurückkehrt, findet er kein Lebenszeichen mehr vor. Seine Familie ist verschwunden. In London trifft Quatermass den Wissenschaftler Chisholm, der ihm bei der Lösung der rätselhaften Vorgänge helfen will. Als sich 70.000 Menschen im Wembley-Stadion versammeln, um auf Rettung aus dem All zu warten, schlägt der Strahl erneut zu und auch sie werden zu Staub.
Quatermass erkennt, dass die unheimliche Macht menschliches Protein sammelt, allerdings offenbar nur von jungen Menschen. Er „rekrutiert“ daher ältere Freiwillige, um der Macht eine Falle zu stellen. Dabei arbeitet er mit dem Russen Gurov zusammen, den er von einer früheren Zusammenarbeit her kennt. Als die unbekannte Kraft erneut zuschlägt, kommt es zu einer letzten Auseinandersetzung mit Angehörigen der „Planet People“, wobei Joe Kapp ums Leben kommt. Doch Quatermass kann mit Hilfe seiner inzwischen wieder aufgetauchten Enkelin Hettie, die sich den „Planet People“ angeschlossen hatte, eine speziell präparierte Atombombe zünden, deren Explosion nur nach oben gerichtet ist und das Raumschiff vertreibt.

## Episoden
1) Ringstone Round, ausgestrahlt am 24. Oktober 1979
2) Lovely Lightning, ausgestrahlt am 31. Oktober 1979
3) What Lies Beneath, ausgestrahlt am 7. November 1979
4) An Endangered Species, ausgestrahlt am 14. November 1979

## Kritik
Nach Fulton war der Serie im Gegensatz zu den Vorgängerproduktionen von 1953, 1955 und 1958/59 kein großer Erfolg beschieden, obwohl John Mills einen glaubwürdigen Quatermass dargestellt habe. Allerdings seien die Zuschauerwartungen angesichts eines Budgets von 1.250.000.- Pfund Sterling sehr hoch gewesen. Außerdem war ITV 75 Tage lang bestreikt worden und die erste Folge war die erste größere Abendsendung der Gesellschaft, so dass auch aus diesem Grund die Zuschauer äußerst hohe Erwartungen an die Serie gestellt hatten.

## Überlieferung
Quatermass wurde erneut am 9. und 16. Mai 1984 in zwei Doppelfolgen auf ITV ausgestrahlt. 1985 erschien eine VHS-Edition von The Quatermass Conclusion, 1994 eine VHS-Edition der Serie, 2005 eine DVD- und 2015 eine Blu-ray-Edition.